# 金澤英作
金澤 英作（かなざわ えいさく、1947年1月 - ）は、日本の解剖学者、人類学者、医学博士。日本大学名誉教授（松戸歯学部）。形態人類学や歯科学に光学手法の一つであるモアレ法を導入した功績や歯の人類学に関する著作で知られる。

## 来歴
東京都立小石川高等学校から東京大学に進み、1971年に農学部獣医畜産学科を卒業した。
北里大学医学部解剖学教室(寺田春水教授主任)助手、日本大学松戸歯学部解剖学教室(尾崎公教授主任)講師を経て、1992年に同学部解剖学教室教授に就任した。在任中にオランダ・ライデン大学・動物学教室やアメリカ・シカゴ・イリノイ大学人類学教室に長期留学した。その後日本解剖学会、日本人類学会会員・理事を経て、2008年、日本人類学会会長となる。
2012年に退職し、北原学院歯科衛生専門学校の校長、国立科学博物館客員研究員を歴任した。
2024年より、北原学院千葉歯科衛生専門学校の校長に就任。

## 著書
単著
・『日本人の歯とそのルーツ』わかば出版、2011年
共著・編著
・『顔を科学する』（馬場悠男との共著）ニュートンプレス、1999年
・Japanese Dentition: Anthropology And History (English Edition)
　英語版  Eisaku Kanazawa (著), Hiroyuki Yamada (著)  World Scientific (2020/9/21)
- 『歯科に役立つ人類学』（葛西一貴との共編）わかば出版、2010年

## 論文
- 金澤英作　「日本における歯の人類学史」　Anthropological Science (Japanese Series) Vol. 128(2), 75–92, 2020
- 金澤英作 - CiNii